# Cornelis Bol IV
Cornelis Bol IV ou Boel, né le 15 juillet 1589 et mort le 23 octobre 1666, est un peintre et aquafortiste flamand, actif à Londres dans le milieu du XVIIe siècle.

## Biographie
Cornelis Bol est né à Anvers où il a pour maître Tobias Verhaecht en 1607. Il est membre de la guilde de Saint-Luc de cette ville en 1615 et y reste actif jusqu'en 1624 bien que signalé avec sa famille également à Haarlem où il épouse le 22 septembre 1613 Sophia de Potter.

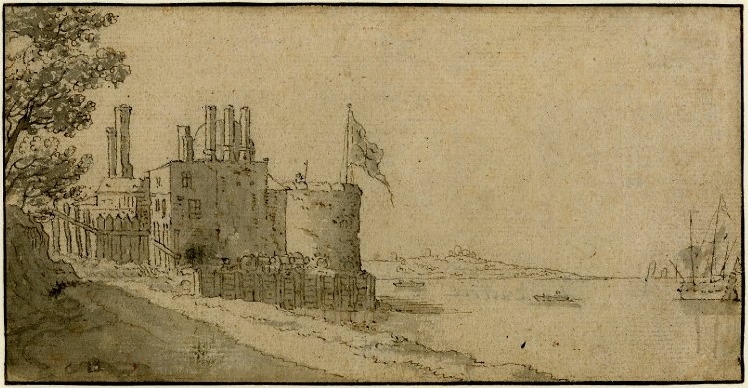
Fortification sur la Tamise

Il se rend à Paris en 1624 et y peint quelques vues. De 1635 à 1640, il réside avec sa femme à Londres, où ils sont enregistrés en tant que membres de l'Église néerlandaise (nl) en 1636. Il y peint plusieurs vues de la ville, des paysages et des marines.
En 1642, une vente aux enchères de ses peintures et gravures a lieu à Haarlem. Il devient ensuite membre de la guilde de Saint-Luc de cette ville en 1649.
Il séjourne à Londres lors du grand incendie de 1666. Plusieurs de ses tableaux reproduisent les vues des traces laissées par le feu, des bâtiments dévastés et les environs de Sulton Place à Surrey, Arundel House, Somerset House, la Tour de Londres, etc.
On cite parmi ses gravures une suite représentant les ports italiens d'après C. Kaesembrot.
Deux planches signalées par Christiaan Kramm (1797-1875) lui sont attribuées, ainsi que trois autres par David van der Kellen le Jeune (en) (1804-1879).
Cornelis Bol meurt le 23 octobre 1666 et est inhumé à Haarlem dans l'église de St Jean.

## Œuvres

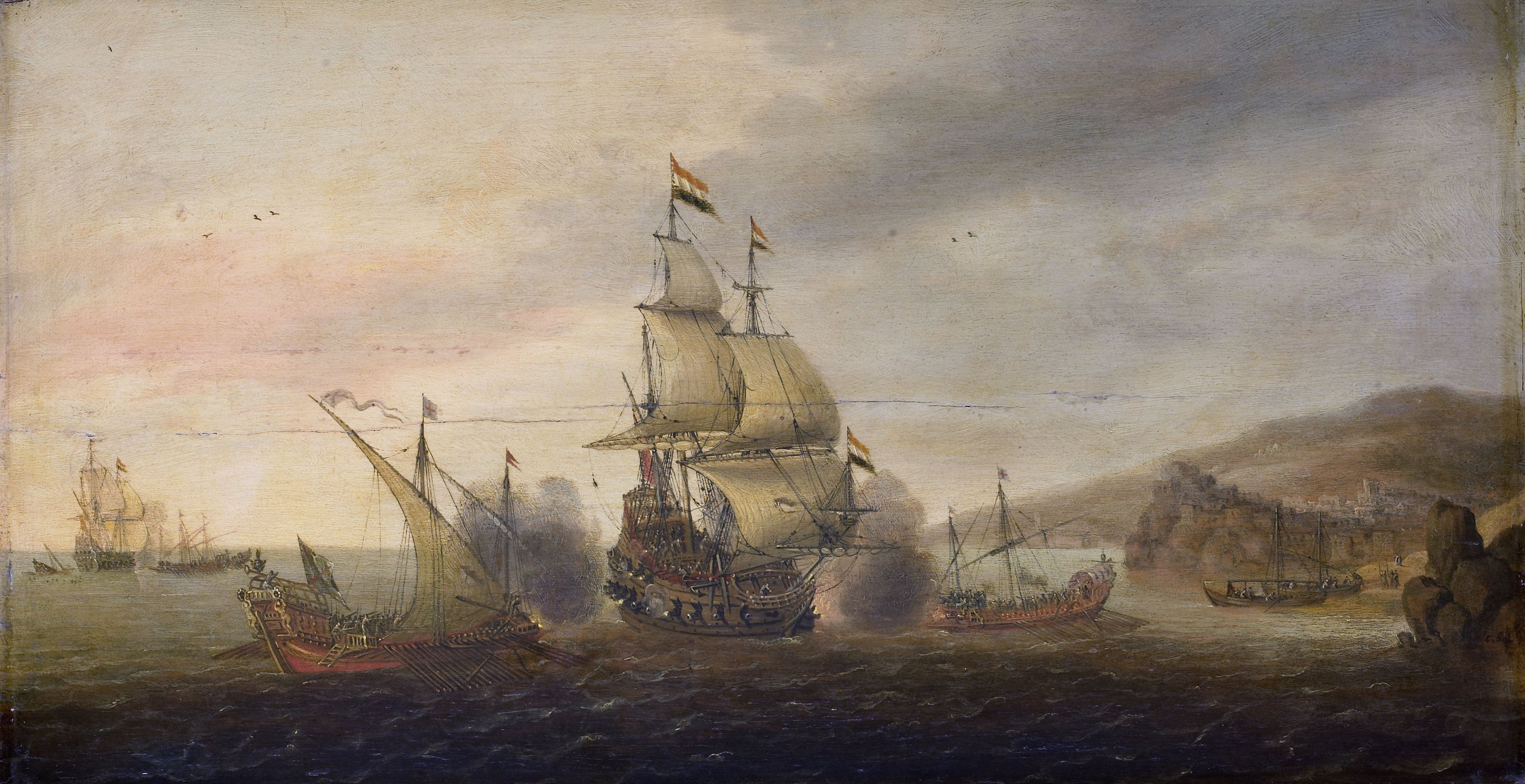
Bataille navale entre hollandais et espagnols

- Navire pirate français, huile sur chêne attribuée à Cornelis Bol, 1615, National Maritime Museum Greenwich[9]
- Fortin de Gravesend sur la Tamise, dessin signé CB, British Museum[10]
- The Thames from Somerset House, vers 1650, Dulwich Picture Gallery[11]
- View of the Thames from Southwark, chez Christie's[12]
- Bataille navale entre marins hollandais et galériens espagnols, huile signée C. Bol, 1633-1650, Rijksmuseum[13]
- Galère dans un port italien, gravure d'après Abraham Casembroot, éditée par François Langlois Paris 1623-1666, rijksmuseum[14]